# Claude François
Claude Antoine Marie François, apodado Cloclo (Ismailía; 1 de febrero de 1939-París; 11 de marzo de 1978), fue un cantautor francés muy popular en las décadas de 1960 y 1970.
Es recordado por canciones como «Comme d'habitude» (de la cual Paul Anka usaría la melodía para escribir «My Way»), «Le Téléphone Pleure» («Llora el teléfono» en español) y por muchos éxitos en francés como «Le lundi au soleil», «Magnolias for Ever», «Alexandrie Alexandra», entre otras.
François vendió 70 millones de discos y estaba a punto de embarcarse a los Estados Unidos para expandir su carrera musical cuando se electrocutó accidentalmente tratando de recolocar una lámpara mientras se encontraba en la bañera, en marzo de 1978 a los 39 años.

## Biografía
Hijo de madre italiana, Claude François nació en Egipto cuando su padre el francés Aimé François (1908-1961) se encontraba trabajando como controlador de tráfico de exportación en el Canal de Suez. En 1951 su trabajo los llevó a la ciudad de Port Tawfik en el Mar Rojo.
La madre de Claude, Luzia Mazzei (1910-1992) amaba la música e hizo que su hijo tomara lecciones de piano y violín, mientras que aprendió a tocar el tambor por su cuenta. Como resultado de la crisis de Suez de 1956 la familia regresó a Montecarlo cuando el padre de Claude enfermó impidiéndole trabajar. El joven Claude encontró trabajo como cajero en un banco y de noche ganaba dinero extra tocando la batería con una orquesta en los hoteles lujosos de la Riviera francesa. Tenía buena voz aunque no probada, pero le fue ofrecida la oportunidad de cantar en un hotel en el barrio de moda mediterráneo de Juan-les-Pins. Su espectáculo tuvo buena aceptación de la audiencia y eventualmente comenzó a actuar en los glamurosos clubes nocturnos de la Costa Azul. Mientras trabajaba en los clubes conoció a Janet Woolcoot, una bailarina inglesa con quien contrajo matrimonio en 1960.
Ambicioso, Claude François se mudó a París donde encontraría muchas más oportunidades de expandir su carrera. Al mismo tiempo el rock and roll estadounidense estaba ganando terreno en Francia y se unió a un grupo para ganarse la vida. Con el objetivo de eventualmente convertirse en solista pagó por grabar un disco de 45rpm. Intentando capitalizar el éxito del twist norteamericano, Claude François grabó una canción llamada "Nabout Twist" que resultó ser un fracaso. Sin perder la esperanza, en 1962 grabó una versión (cover) en francés de una canción de Everly Brothers, «Made to Love». Escrita por Phil Everly, había sido apenas un éxito menor en Estados Unidos, pero la versión de Claude François titulada «Belles Belles Belles» trepó a la cima de las listas francesas, vendiendo más de dos millones de copias y convirtiéndolo en una estrella de la noche a la mañana.
Bajo un nuevo mánager, la carrera de Claude François continuó creciendo. Siguió su primer éxito con otra adaptación al francés de una canción norteamericana. Esta vez haciendo «If I Had a Hammer» de Trini López en francés como «Si j'avais un marteau». Aprovechando su buen aspecto, imitó el estilo en escena de Elvis Presley al igual que su peinado. En 1967 escribió junto a Jacques Revaux la canción «Comme d'habitude», con letra de Gilles Thibaut y el propio Claude François. Conservando la melodía, la letra fue traducida al inglés por Paul Anka, quien tituló la canción como «My way». Su primera interpretación en inglés fue realizada por Frank Sinatra en el disco My Way en 1969, convirtiéndose en uno de los temas más representativos de Sinatra así como en una de las canciones más versionadas de la historia.

### Muerte
Después de actuar en Suiza el 9 y 10 de marzo y de la grabación de un especial de televisión para la BBC, regresó a su apartamento de París (en el 46 Boulevard Exelmans) con el fin de aparecer, al día siguiente, en el programa "Les Rendez-vous du Dimanche" de Michel Drucker. El sábado 11 de marzo de 1978 a las 15:00 horas, mientras tomaba una ducha, debido a su perfeccionismo se electrocutó en su bañera al tocar una lámpara que solía inclinarse sola y que tenía los cables por fuera de tanto recolocarla, perdiendo la vida al instante.
El inspector Michel Pleiber, llamado al lugar de la tragedia para investigar la muerte de François, puso fin a los numerosos rumores que circulaban sobre ella en las columnas de la prensa parisina, confirmando que murió electrocutado en su baño, después de haber querido reparar una lámpara de pared:
"Había un hematoma casi rectilíneo en el hombro derecho, que indicaba claramente una caída. Esta caída le hizo golpear violentamente el borde de la bañera. Para mí, no hay duda: se había puesto de pie para enderezar la lámpara de pared. Había mucha agua alrededor de la bañera. Y la lámpara de pared se despegó de la pared y se colgó. Deslizó la mano detrás de la lámpara de pared y tocó los cables eléctricos. Murió electrocutado según lo confirmado por el patólogo forense y el inspector de turno de la comisaría del barrio", dijo el expolicía, de 27 años en ese entonces.
François fue sepultado en Dannemois, a unos 55 kilómetros al sur de París. Era un lugar tranquilo donde tenía una casa a donde iba a relajarse.

### Versiones
Interpretó algunas versiones de Frankie Valli y the Four Seasons como «Rest», versión de «Beggin'» y «Cette année-là», versión de «December, 1963 (Oh, What a Night)». Además de canciones de The Beatles traducidas al francés y su éxito «belles belles belles» de los Everly Brothers ("made to love").

### Carrera internacional
Realizó una carrera internacional sobre los países de Bélgica y Suiza, su meta era llegar a conquistar Italia, España, Inglaterra y Canadá. En 1976 su canción "Llora el teléfono", alcanzó el #34 en el UK Top 40. El 16 de enero de 1978 se realiza, por primera vez para un cantante francés, una gala en el Royal Albert Hall de Londres con una audiencia de 6000 personas.

### Legado
La canción «Comme d'habitude» es uno de sus más grandes legados ya que se volvió un éxito global con la versión en inglés «My Way» lo que deja a Claude como una leyenda de la música en Francia y el mundo. 
El 11 de marzo de 2000, en el 22 aniversario de su muerte, en París fue nombrada en su memoria una calle que se llama "Place Claude-François" que se encuentra justo en frente del edificio donde falleció.
Una película biográfica llamada Cloclo ("My Way" internacionalmente) fue lanzada en marzo de 2012 para coincidir con el aniversario de su muerte. Su duración es de dos horas y media, está protagonizada por Jérémie Renier; la película muestra las etapas de la vida de François desde su vida en Egipto hasta su repentina muerte.
Los hijos de Claude François, Claude Jr y Marc, han asegurado meticulosamente la gestión del patrimonio artístico de su padre en los últimos años.

## Grandes éxitos
- "Nabout Twist" (Claude François)
- "Belles! Belles! Belles!" ("Made to Love", Phil Everly/Claude François/Vline Buggy)
- "Pauvre petite fille riche" (Hubert Giraud/Claude François/Vline Buggy ) "Si j'avais un marteau" ("If I Had a Hammer", Lee Hays/Pete Seeger/Claude François/Vline Buggy)
- "J'y pense et puis j'oublie" ("It Comes and Goes", Bill Anderson/Claude François)
- "Donna Donna" (Sholom Secunda/Claude François/Vline Buggy)
- "Je sais" (Claude François/Gérard Gustin/Vline Buggy)
- "Quand un bateau passe" ("Trains and Boats and Planes", Burt Bacharach/Hal David/Claude François/Vline Buggy)
- "Même si tu revenais" (Bernard /Claude François/Jacques Chaumelle)
- "Mais combien de temps" (Claude François/Vline Buggy)
- "Reviens-moi vite" (Claude François)
- "J'attendrai" ("Reach Out I'll Be There", Holland–Dozier–Holland/Claude François/Vline Buggy)
- "Mais quand le matin" (Eric Charden/Claude François/Gilles Thibaut)
- "Comme d'habitude" (Jacques Revaux/Claude François/Gilles Thibaut)
- "Pardon" (Jean Renard/Claude François/Gilles Thibaut)
- "Aussi loin" (Reg Guest/Claude François/Gilles Thibaut)
- "Avec la tête, Avec le cœur" (Claude François/Jean-Pierre Bourtayre/Yves Dessca/Vline Buggy)
- "Reste" ("Beggin'", Bob Gaudio/Peggy Farina/Jacques Plante)
- "Dans les orphelinats" (Claude François/Gilles Thibaut)
- "Un monde de musique" (Claude François/Ralph Bernet)
- "Une petite fille aux yeux rouges" (Jean-Pierre Bourtayre/Claude François/Vline Buggy)
- "Un jour ou l'autre" (Claude François/Jacques Plante)
- "Cherche" ("Show Me", Joe Tex Claude François)
- "Mon cœur est une maison vide" (Claude François/Jean-Pierre Bourtayre/Yves Dessca/Vline Buggy)
- "Tout éclate tout explose" ("Love Explosion", George Harrison/George Kerr/Jacques Plante)
- "C'est de l'eau, c'est du vent" (Alice Dona/Pierre Delanoë)
- "Le monde est grand, les gens sont beaux" ("Beautiful World, Beautiful People", Jimmy Cliff/Eddy Marnay)
- "Si douce à mon souvenir" ("Gentle On My Mind", John Hartford/Claude François/Colette Rivat)
- "Parce que je t'aime mon enfant" (Claude François/Jean-Pierre Bourtayre/Yves Dessca)
- "C'est la même chanson" ("It's the Same Old Song", Holland–Dozier–Holland/Claude François/Colette Rivat)
- "Et pourtant le temps passe" (Claude François/Paul Sebastian/Lana Sebastian/Michaële)
- "Je vais mieux" (Claude François)
- "Bye bye petite Julie" (Claude François)
- "Plus rien qu'une adresse en commun" (Alain Chamfort/Yves Dessca)
- "Il fait beau, il fait bon" (Roger Greenaway/Roger Cook/Eddy Marnay)
- "Seule une romance" (Claude François/Eddy Marnay)
- "Y'a le printemps qui chante (Viens à la maison)" (Claude François/Jean-Pierre Bourtayre/Jean-Michel Rivat/Franck Thomas)
- "En attendant" (Claude François/Michèle Vendôme)
- "Le Lundi au soleil" (Patrick Juvet/Jean-Michel Rivat/Franck Thomas)
- "Belinda" ("Miss Belinda", Des Parton/Eddy Marnay)
- "Je viens dîner ce soir" (Paul Sebastian/Lana Sebastian/Michaële)
- "Je t'embrasse" (Claude François/Jean-Pierre Bourtayre/Yves Dessca/Jean-Michel Rivat)
- "À part ça la vie est belle" ("By the Devil I Was Tempted", Doug Flett/Guy Fletcher/ Eddy Marnay)
- "Sha la la (Hier est près de moi)" ("Yesterday Once More", Richard Carpenter/Eddy Marnay)
- "Chanson populaire" (Jean-Pierre Bourtayre/Nicolas Skorsky/Claude François)
- "Le mal aimé" (Terry Dempsey/Eddy Marnay)
- "La musique américaine" (Claude François/Jean-Pierre Bourtayre/Jean-Michel Rivat)
- "Le téléphone pleure" (Claude François /Jean-Pierre Bourtayre/Franck Thomas)
- "Toi et moi contre le monde entier" (Claude François/Jean-Pierre Bourtayre/Eddy Marnay)
- "Soudain il ne reste qu'une chanson" ("I'll Be Around", Thom Bell/Philip Hurtt/Jean-Michel Rivat)
- "Le chanteur malheureux" (Jean-Pierre Bourtayre/Martial Carceles/Jean-Michel Rivat/Michel Renard)
- "Joue quelque chose de simple" (Claude François/Jean-Pierre Bourtayre/Jean-Michel Rivat)
- "Le spectacle est terminé" (Claude François/Jean-Pierre Bourtayre/Eddy Marnay)
- "Pourquoi pleurer (sur un succès d'été)" ("Please Mr. Please", Bruce Welch/John Rostill/Franck Thomas)
- "17 ans" ("At Seventeen", Janis Ian/Franck Thomas)
- "Une chanson française" (Claude François/Jean-Pierre Bourtayre/Nicolas Skorsky)
- "Sale bonhomme" ("Nasty Dan", Jeff Moss/Eddy Marnay)
- "Dors petit homme (La chèvre grise)" (Claude François/Eddy Marnay)
- "Cette année-là" ("December, 1963 (Oh, What a Night)", Bob Gaudio/Eddy Marnay)
- "La solitude c'est après" (André Popp/Gilbert Sinoué)
- "Le vagabond" (Cyril Assous/Eddy Marnay)
- "Danse ma vie" (Claude François /Jean-Pierre Bourtayre/Pierre Delanoë)
- "Quelquefois" (Duet with Martine Clemenceau) (Claude François/Jean-Pierre Bourtayre/Vline Buggy)
- "Je vais à Rio" ("I Go to Rio", Peter Allen/Eddy Marnay)
- "Les anges, les roses et la pluie" (Claude François/Jean-Pierre Bourtayre/Vline Buggy)
- "Toi et le soleil" ("I Can See Clearly Now", Johnny Nash/Eddy Marnay)
- "C'est comme ça que l'on s'est aimé" (Duet with Kathalyn Jones) (Claude François/Jean-Pierre Bourtayre/Vline Buggy)
- "Écoute ma chanson" (Toto Cutugno/Claude François/Yves Dessca)
- "Et je t'aime tellement" ("And I Love You So", Don McLean/Claude François)
- "Magnolias for Ever" (Claude François /Jean-Pierre Bourtayre/Étienne Roda-Gil)
- "Alexandrie Alexandra" (Claude François/Jean-Pierre Bourtayre/Etienne Roda-Gill)